# H.J. Bulthuis
Hendrik Jan Bulthuis (Warffum, 15 september 1865 - Menterwolde, 27 april 1945) was een Nederlands esperantist, romanschrijver en vertaler.
Hendrik Bulthuis is de vader van schrijver Rico Bulthuis, de grootvader van toneelspeler Sacha Bulthuis en de overgrootvader van toneelspelers Aus Greidanus jr. en Pauline Greidanus.

## Biografie
Hendrik Bulthuis werd geboren in Groningen en was tussen 1889 en 1924 van beroep douaneofficier. Hij werd als jongvolwassene aanhanger van de kunsttaal Volapük. Voor deze taal ontving hij in 1899 een diploma als onderwijzer. In 1901 zond de eerste esperantist in Nederland, Dreves Uitterdijk, Bulthuis een leerboek over Esperanto, waarna hij de taal ging leren. Bulthuis propageerde Esperanto in zijn toenmalig woonplaats Den Haag en leidde hier cursussen. In 1910 werd hij lid van een voorloper van de Akademio de Esperanto.
Bulthuis woonde gedurende zijn volwassen leven in Den Haag. In 1897 trouwde hij met Pieternella Verkaaik in haar geboorteplaats Gouda. In 1911 werd hun derde zoon geboren, Rico Bulthuis. Deze zou later over zijn vader vertellen dat deze negen talen sprak, maar "in geen van die talen ooit een gesprek met mij heeft gevoerd." Zijn moeder noemde Rico "een feeks van een vrouw."
Na zijn pensionering in 1924 richtte Bulthuis zich volledig op Esperanto. Door zijn inspanningen als romanschrijver, vertaler en schrijver van pedagogische brochures wordt Bulthuis gezien als een van de esperantisten met het grootste doorzettingsvermogen. Vanaf 1907, toen zijn Esperanto-vertaling van Jean-Pierre Claris de Florians Les Deux Billets verscheen, zijn er vijfendertig werken van Bulthuis' hand verschenen. Hij werd uiteindelijk beroemd in de Esperanto-wereld door drie dikke originele romans.
In 1977 verscheen een Nederlandse vertaling van een van deze romans onder de titel De taveerne van Piet Rabbel. Het werk, oorspronkelijk verschenen onder de titel La Vila Mano in 1928, is een streekroman over het Groningse plattelandsleven. Bulthuis' zoon, Rico Bulthuis, werkte mee aan deze vertaling. Rico Bulthuis verzorgde tevens de illustraties bij het boek Inferio uit 1938.
Bulthuis was tijdens de oorlog uitgeweken terug naar Groningen. Hij overleed hier vlak voor de bevrijding.

## Enkele werken

### Originele romans
- 1923 - Idoj de Orfeo
- 1926 - Jozef kaj la Edzino de Potifar
- 1928 - La Vila Mano
- 1938 - Inferio

### Originele dichtwerken en theaterstukken
- 1908 - Onklo el Ameriko
- 1909 - La du Ŝipoj
- 1922 - Malriĉa en Spirito

### Vertalingen
- 1910 - Salomeo van Oscar Wilde uit het Engels (Salomé)
- 1921 - Taglibro de Vilaĝ-pedelo van Steen Steensen Blicher uit het Deens (Brudstykker af en Landsbydegns Dagbog)
- 1922 - Josefa van Blicher uit het Deens (Josepha)
- 1926 - La Malgranda Johano van Frederik van Eeden uit het Nederlands (De kleine Johannes)
- 1928 - Karaktero van J.M. van Stipriaan Luïscius uit het Nederlands (Karakter)
- 1929 - La Leono de Flandrujo van Hendrik Conscience uit het Nederlands (De leeuw van Vlaanderen)
- 1930 - Imperiestro kaj Galileano van Henrik Ibsen uit het Noors (Kejser og Galilæer)
- 1930 - Jane Eyre van Charlotte Brontë uit het Engels (Jane Eyre)

- Gemeinsame Normdatei: 130461482
- International Standard Name Identifier: 0000 0000 7873 9930
- Library of Congress Control Number: nb2008026288
- Nationale Bibliotheek van Tsjechië: mzk20241241099
- Nationale Bibliotheek van Israël: 987007500960805171
- Nederlandse Thesaurus van Auteursnamen: 069825009
- LIBRIS: 335350
- Virtual International Authority File: 45409758
- WorldCat: E39PBJvhjTQmvvmXq347b9J7HC